# Chibla Lewarsowna Gersmawa

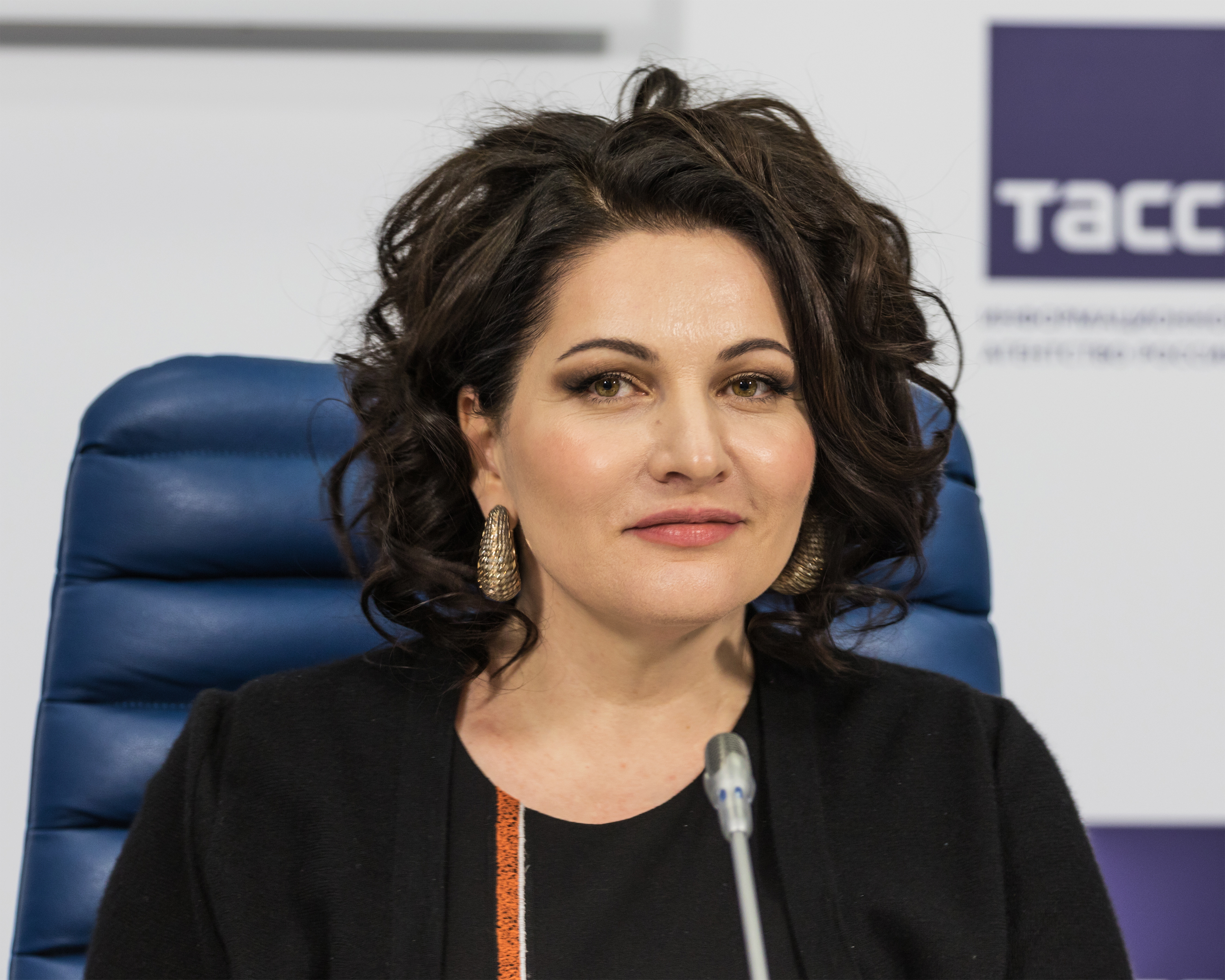
Chibla Gersmawa

Chibla Lewarsowna Gersmawa (russisch Хибла Леварсовна Герзмава; * 6. Januar 1970 in Pizunda, Abchasische ASSR, Sowjetunion) ist eine abchasisch-russische Opernsängerin (Sopran). International wird ihr Name auch in der Schreibweise Hibla Gerzmava angegeben. Seit 1995 ist sie Solistin am Stanislawski- und Nemirowitsch-Dantschenko-Musiktheater in Moskau.

## Leben
Chibla Gersmawa wurde im abchasischen Pizunda geboren, damals ein Teil der Sowjetunion. Ihr musikalisches Interesse wurde schon in der frühen Kindheit durch Kirchenmusik in der Kathedrale ihrer Heimatstadt geweckt. Sie besuchte eine Musikschule in Suchumi, bevor sie 1989 nach Moskau ging um am dortigen Konservatorium zu studieren. 1994 schloss sie ihr Studium ab und erhielt 1995 ein Festengagement als Solistin am Moskauer Stanislawski-und-Nemirowitsch-Dantschenko-Musiktheater. Sie trat seitdem unter anderem in den Opern Ruslan und Ljudmila, Der Barbier von Sevilla, Die Fledermaus, Lucia di Lammermoor und Der goldene Hahn und auf internationalen Bühnen uf. 2002 und 2003 war sie auf den Ludwigsburger Schlossfestspielen unter anderem als Eva in Haydns Die Schöpfung zu hören. Daneben folgten Auftritte am Sankt-Petersburger Mariinski-Theater. Später tourte Gersmawa durch internationale Opernhäuser. Sie hatte Gastspiele an der Bayerischen Staatsoper, an der New Yorker Metropolitan Opera, an der Opéra National de Paris und am Teatro dell’Opera di Roma.
Chibla Gerzmava trat mit russischen und internationalen Künstlern und Dirigenten auf wie z. B. mit Lorin Maazel, Antonio Pappano, Marco Armiliato, Ádám Fischer, Jiří Bělohlávek, Wladimir Spiwakow, Waleri Gergijew, Alexander Rudin, Michail Pletnjow, Wladimir Fedossejew, Wassili Sinaiski und Jewgeni Braschnik. 
1994 gewann sie als erste Frau den Grand Prix beim Internationalen Tschaikowsky-Wettbewerb in der Kategorie Gesang. 2002 wurde sie als „Verdiente Künstlerin Russlands“ geehrt, 2006 als „Volkskünstlerin Abchasiens“, 2012 erhielt sie die Auszeichnung „Volkskünstlerin Russlands“. Im Februar 2014 sang sie in der Abschlussfeier der Olympischen Winterspiele in Sotschi, begleitet vom Symphonieorchester des Mariinski-Theater unter der Leitung von Waleri Gergijew, das Finallied „Olympische Walze“.
Ein eigenes Projekt Gerzmavas ist das Crossover-Konzertprogramm „Opera Jazz Blues“, das sie zusammen mit dem Trio von Daniel Kramer Trio realisiert. Darin verbindet sie die klassische Aufführungsform mit einer Jazzimprovisation, wobei sie unter anderem Werke von Händel, Mozart, Puccini, Verdi, Donizetti und Gershwin singt.

## Festival „Hibla Gerzmava präsentiert...“
2001 gründete Gerzmava ein Musikfestival, das bis 2013 in ihrer Heimat in Abchasien stattfand. 2014 wurde das Festival erstmals in Moskau veranstaltet. Teilnehmer waren u. a. Wladimir Spiwakow und das Staatliche Kammerorchester Moskauer Virtuosen, Elena Obraszowa, Denis Matsuev, Ildar Abdrazakov, Deborah Braun und Daniel Kramer. 